# Campeonato do Mundo de Hóquei em Patins Masculino de 1960
O Campeonato Europeu de 1960 foi a 14.ª edição do Campeonato do Mundo de Hóquei em Patins .

## Resultados
|      | Equipe     | Pts | J | V | E | D | GM | GS | DG  |
| ---- | ---------- | --- | - | - | - | - | -- | -- | --- |
| 1.º  | Portugal   | 18  | 9 | 9 | 0 | 0 | 61 | 9  | 52  |
| 2.º  | Espanha    | 16  | 9 | 8 | 0 | 1 | 56 | 8  | 48  |
| 3.º  | Argentina  | 13  | 9 | 6 | 1 | 2 | 34 | 24 | 10  |
| 4.º  | Itália     | 12  | 9 | 6 | 0 | 3 | 43 | 27 | 16  |
| 5.º  | Holanda    | 9   | 9 | 4 | 1 | 4 | 30 | 35 | -5  |
| 6.º  | Inglaterra | 9   | 9 | 4 | 1 | 4 | 25 | 38 | -13 |
| 7.º  | Bélgica    | 6   | 9 | 3 | 0 | 6 | 17 | 30 | -13 |
| 8.º  | Alemanha   | 4   | 9 | 2 | 0 | 7 | 26 | 36 | -10 |
| 9.º  | França     | 3   | 9 | 1 | 1 | 7 | 10 | 30 | -20 |
| 10.º | Egito      | 0   | 9 | 0 | 0 | 9 | 8  | 73 | -65 |

|            | Itália | Alemanha | Espanha | Bélgica | Inglaterra | Portugal | Egito | Países Baixos | Argentina | França |
| ---------- | ------ | -------- | ------- | ------- | ---------- | -------- | ----- | ------------- | --------- | ------ |
| Itália     |        |          |         |         |            |          |       |               |           |        |
| Alemanha   | 2-4    |          |         |         |            |          |       |               |           |        |
| Espanha    | 6-1    | 4-1      |         |         |            |          |       |               |           |        |
| Bélgica    | 4-8    | 3-1      | 1-5     |         |            |          |       |               |           |        |
| Inglaterra | 3-5    | 5-1      | 0-13    | 5-0     |            |          |       |               |           |        |
| Portugal   | 3-2    | 8-3      | 3-1     | 5-1     | 10-0       |          |       |               |           |        |
| Egipto     | 2-7    | 0-11     | 0-12    | 0-3     | 2-5        | 0-14     |       |               |           |        |
| Holanda    | 3-7    | 5-1      | 0-8     | 3-1     | 3-3        | 1-7      | 8-2   |               |           |        |
| Argentina  | 4-3    | 4-1      | 1-3     | 3-2     | 4-2        | 1-8      | 10-1  | 5-2           |           |        |
| França     | 0-6    | 3-5      | 1-4     | 0-2     | 0-2        | 0-3      | 3-1   | 1-5           | 2-2       |        |